# Вельтерод
Вельтерод (нем. Welterod) — община в Германии, в земле Рейнланд-Пфальц. 
Входит в состав района Рейн-Лан. Подчиняется управлению Настеттен.  Население составляет 499 человек (на 31 декабря 2010 года). Занимает площадь 9,94 км².